# III Brygada Litewsko-Białoruska
III Brygada Litewsko-Białoruska (III BLB) – oddział piechoty Wojska Polskiego w  II Rzeczypospolitej.

## Walki brygady
Po przegranej bitwie o Wilno zdezorganizowane oddziały 2 Dywizji Litewsko-Białoruskiej w dużym nieładzie wycofywały się wzdłuż linii kolejowej Wilno - Grodno. Po porzuceniu całego taboru, Polacy zdołali przeprawić się przez rzekę uszkodzonym mostem kolejowym i 16 lipca dotarli do stacji Orany. Zdziesiątkowane bataliony kowieńskiego, słuckiego i lidzkiego pułków strzelców, pułku kawalerii Obrony Wilna, resztki artylerii dywizji, pociąg pancerny „Mściciel” oraz sztab III Brygady Litewsko-Białoruskiej były osłabione wysokimi stratami, przygnębione i wyczerpane odwrotem, dysponowały resztkami amunicji, której po utracie taborów nie było skąd uzupełnić. Całością sił polskich dowodził płk Bronisław Wędziagolski. 
W samych Oranach stacjonowali już Litwini. Do niedawna kwaterował tutaj polski I batalion 159 pułku piechoty, który dozorował osiemdziesięciokilometrowy odcinek granicy polsko-litewskiej. Wobec zbliżania się frontu, batalion zwinął posterunki graniczne i zajął stanowiska pod Bartelami, przy linii kolejowej Orany – Wilno. Zanim zdążono przygotować obronę, oddziały litewskie przepuściły przez swoje pozycje kawalerię sowiecką, która zagroziła wyjściem na tyły batalionu. Jego dwie kompanie wycofały się na stację Orany i następnie odeszły w kierunku Grodna, ale 1 i 2 kompanie zostały otoczone i zmuszone do złożenia broni.
Mimo co najmniej dwuznacznej postawy Litwinów, dowódca III Brygady Litewsko-Białoruskiej płk Bronisław Wędziagolski postanowił dać zmęczonym oddziałom kilka godzin odpoczynku i wystawił ubezpieczenia tylko od strony północnej, skąd spodziewano się nadejścia Sowietów. Około 23.00 na odpoczywające pod stacją kolejową oddziały polskie uderzyła przepuszczona przez Litwinów sowiecka 15 Dywizja Kawalerii.
Równocześnie od strony Oran zaatakowała litewska piechota. Mimo całkowitego zaskoczenia, oddziały 2 Dywizji Litewsko-Białoruskiej stawiły opór i nocny atak został odparty. Po północy polskie oddziały rozpoczęły dalszy odwrót na Marcinkańce - Grodno.

## Organizacja brygady
Struktura w lipcu 1920:
- Dowództwo brygady
  - Lidzki pułk strzelców
  - Kowieński pułk strzelców

## Obsada personalna
Dowódcy brygady
- płk Bronisław Wędziagolski[1]